# Pierre Céré
Pierre Céré, né le 9 avril 1959 à Rouyn, est un militant, écrivain et homme politique québécois. Porte-parole du Conseil national des chômeurs et chômeuses, il est surtout connu du grand public pour avoir participé à l'élection à la direction du Parti québécois de 2014-2015, remportée par Pierre Karl Péladeau.

## Biographie
Né le 9 avril 1959 à Rouyn, fils d'un mineur et d'une professeure d'arts plastiques, Pierre Céré œuvre depuis une trentaine d'années dans les milieux communautaires ainsi que dans ceux de la solidarité internationale. De 1975 à 1977, il milite dans le groupe En lutte !. Il quitte son Abitibi natale en 1982 pour Montréal, pour prendre la direction du Regroupement des chômeurs et chômeuses du Québec, avant de se joindre au Regroupement autonome des jeunes (RAJ) puis de prendre la direction de l'Amérique Latine à la fin des années 1980. Il poursuit également des études en histoire. Coordonnateur du Comité chômage de Montréal entre 1986 et 1989 et de façon continue depuis 1997, il devient porte-parole du Conseil national des chômeurs et chômeuses en 2005, puis se fait remarquer par les campagnes de la Coalition des Sans-Chemises, fédérant les groupes syndicaux et de défense des travailleurs autour de l'amélioration du régime d'assurance-emploi et, plus récemment, dans la lutte pour le rapatriement de celui-ci au Québec, avant de se présenter comme candidat du Parti québécois dans la circonscription montréalaise de Laurier-Dorion à l'élection québécoise de 2014. Il est l'auteur de plusieurs livres, dont le premier publié en 2010, Une gauche possible. Il a également traduit  plusieurs livres de Marta Harnecker, dont La Gauche à l'aube du XXIe siècle. 
Lors de l'élection québécoise d'octobre 2018, Pierre Céré donne son appui au candidat de Québec solidaire dans Laurier-Dorion, Andrés Fontecilla.

## Course à la direction du Parti québécois
En septembre 2014, il remet en doute les modalités de l'élection à la direction du Parti québécois de 2014 et affirme réfléchir à la possibilité de s'y présenter. Il en rajoute sur le sujet début octobre, à la suite de la Conférence nationale des présidents et présidentes (CNPP) du Parti québécois tenue à Sherbrooke : « Nous partons complètement d'ailleurs, de la société civile, pas de personnel politique, pas de fortune personnelle ». De fait, Pierre Céré n'a jamais hésité à exprimer son point de vue critique et acéré, même vis-à-vis de ses pairs, sans rompre pour autant le dialogue et le débat : il n'a pas hésité à réclamer que Pierre Karl Péladeau fasse un choix entre son rôle de député et celui d'être propriétaire d'un empire de presse. C'est le 21 octobre qu'il officialise son lancement dans la course, et fait paraître un programme intitulé Un Québec juste, un Québec libre . Citant comme influences René Lévesque, Marcel Pepin et Salvador Allende, il prend la parole au nom de l'aile sociale-démocrate du parti, tout en essayant de chercher un moyen de bâtir une nouvelle majorité sociale autour du projet de souveraineté. Se présentant comme le « cinquième candidat », que personne n'attendait, il reçoit l'appui de personnalités syndicales, et des ex-députés bloquistes Claude Guimond et Yves Lessard en plus de Claude Patry, député du Bloc québécois siégeant à la Chambre des communes. Celui-ci explique « Je suis un gars qui vient de la base. J'ai travaillé dans une usine. J'ai toujours fait affaire avec des gars qui ont des problèmes de chômage. Nous avons des affinités ». Le chroniqueur politique Gilbert Lavoie va jusqu'à dire que « De l'avis de plusieurs observateurs, Pierre Céré a été la découverte de la course à la direction du Parti québécois ». Trois jours avant la fin de la campagne, après avoir participé à tous les débats, mais dans l'incapacité d'amasser la seconde tranche de 20 000 $ nécessaire pour officialiser sa candidature, Pierre Céré se retire de la course et appelle ses partisans à voter pour Martine Ouellet ou Alexandre Cloutier.
Un an après son retrait de la course, Céré fait paraître Coup de barre, aux Éditions Somme toute. « Le point de départ de ce livre est la course à la chefferie du Parti québécois en 2015 à laquelle l'auteur a participé. Ce livre pose la question de la refondation du Parti québécois, face à ce dilemme : se transformer ou s'effondrer. C'est une remise en question d'un monde politique dominé par des establishments en mal de continuité. C'est aussi un projet de société fondé sur le développement du modèle québécois et la souveraineté du Québec ».

## Ouvrages publiés
- Petit Guide de survie des chômeurs et chômeuses, Comité chômage de Montréal (depuis 1991)
- La Gauche à l'aube du XXIe siècle : Rendre possible l'impossible, Marta Harnecker, Lanctôt trad. de l'espagnol par Pierre Céré, 2001
- MST-Brésil : La construction d'un mouvement social, Interview de Joao Pedro Stédile, Postface de Marta Harnecker; trad. de l'espagnol par Pierre Céré, 2003
- Une Gauche possible : Changement social et espace démocratique, Montréal, Éditions Liber, 2010
- Un Québec juste, un Québec libre : Programme de Pierre Céré à la chefferie du Parti québécois, 2014
- Coup de barre, Montréal, Éditions Somme toute, 2016
- Les Pots cassés : Une histoire de l'assurance-chômage, Montréal, Éditions Somme Toute, 2020
- La Crise et le filet social: Pourquoi la droite n'aime pas la PCU, Montréal, Éditions Somme Toute, 2021
- Voyage au bout de la mine: Le scandale de la Fonderie Horne, Montréal, Écosociété, 2023 (Préface d'Alain Deneault)